# Honoré Bonet
Honoré Bonet (c. 1340–c. 1410) foi um heraldista da região de Provença, próximo a Embrun (sudeste da França).
Estudou na Universidade de Avinhão, onde recebeu um doutorado e viajou pela França e Aragão. Seu trabalho "Arbre des Batailles" (entre 1382 e 1387 - em português, "A Árvore Das Batalhas") era sobre heráldica. Ele foi profundamente influenciado por Bártolo de Sassoferrato. Seu livro foi escrito para obter o favor de Carlos V, rei da França, mas sem muito efeito. No entanto, tornou-se um manual para comandantes, e muitos governantes e nobres europeus tiveram este livro em suas bibliotecas.
Bonet foi muito influente no século XV. Christine de Pisan copiou livremente dele, citando-o como uma de suas fontes. Sua escrita foi popularizada por William Caxton na Inglaterra no final do século XV. Sicile Jean Courtois, arauto de Afonso V de Aragão, também usou extensivamente Bonet em seu Blason des Couleurs, bem como vários arautos da Borgonha do século XV.
Em 1456, foi traduzido para o inglês no castelo Rosslyn para Gilbert de la Haye, o chanceler da Escócia, Conde de Orkney e Caithness.
É uma espécie de diálogo escolar. Cada capítulo começa com uma pergunta sim/não, continua com um diálogo, e termina com uma conclusão.